# Carrefour de l'Arbre
Le Carrefour de l'Arbre (ou Pavé de Luchin) est un secteur pavé de la course cycliste Paris-Roubaix situé sur les communes de Camphin-en-Pévèle, Baisieux et Gruson d'une distance approximative de 2 100 m avec une difficulté actuellement classée cinq étoiles soit le niveau le plus difficile.
Le Carrefour de l'Arbre est le lieu central de la célèbre bataille de Bouvines : le dimanche 27 juillet 1214, le roi de France, Philippe II Auguste, soutenu par des milices communales, y vainquit une coalition menée par l'empereur Othon IV et ses alliés, Jean sans Terre et le comte Ferrand de Flandre.

## Description
Ce secteur pavé permet de relier Camphin-en-Pévèle au Carrefour de l'Arbre proprement dit et s'effectue, dans ce sens, quasiment tout le temps en faux plat montant. Il se divise en deux parties à peu près égales. La première partie du secteur démarre de la rue de Cysoing à Camphin-en-Pévèle et se constitue d'une série de virages gauche-droite, puis les pavés longent le domaine de Luchin. Cette partie est la plus difficile, les pavés y étant très irréguliers. Ensuite, après un virage à angle droit vers la gauche, la deuxième partie du secteur se profile avec une ligne droite de 900 m menant au restaurant de l'Arbre où les pavés sont plus réguliers. À la fin, le parcours passe devant le restaurant de l'Arbre, puis tourne en épingle quelques mètres plus loin pour prendre la RD 90. Cette route, empruntée sur quelques dizaines de mètres, permet entre autres d'arriver au secteur pavé de Gruson. Celui-ci a parfois été compris dans le secteur du Carrefour de l'Arbre.

## Caractéristiques
- Longueur : 2 100 m
- Difficulté : 5 étoiles
- Secteur n° 4 (avant l'arrivée)

## Événements
Le secteur est emprunté systématiquement par le Paris-Roubaix depuis 1980. En raison de sa proximité avec Roubaix (une quinzaine de kilomètres), le secteur s'est souvent révélé décisif. Ce tronçon est certes moins difficile que la Trouée d'Arenberg, mais l'accumulation des secteurs pavés augmente sa difficulté. Le ou les coureurs qui sortent en tête ont de bonnes chances d'arriver en tête au Vélodrome André-Pétrieux de Roubaix (Fabian Cancellara en 2006 ou Stuart O'Grady en 2007). C'est également le dernier secteur pavé dans lequel une attaque peut s'avérer décisive. De ce fait, de nombreux spectateurs se pressent le jour du Paris-Roubaix pour assister au passage des coureurs, notamment de nombreux supporteurs flamands. En 2009, Thor Hushovd chute dans ce secteur et laisse Tom Boonen s'envoler vers la victoire. Il en est de même en 2023 où John Degenkolb chute et Wout van Aert est victime d'une crevaison, laissant s'envoler Mathieu van der Poel vers sa première victoire dans la reine des classiques.

## Galerie photos

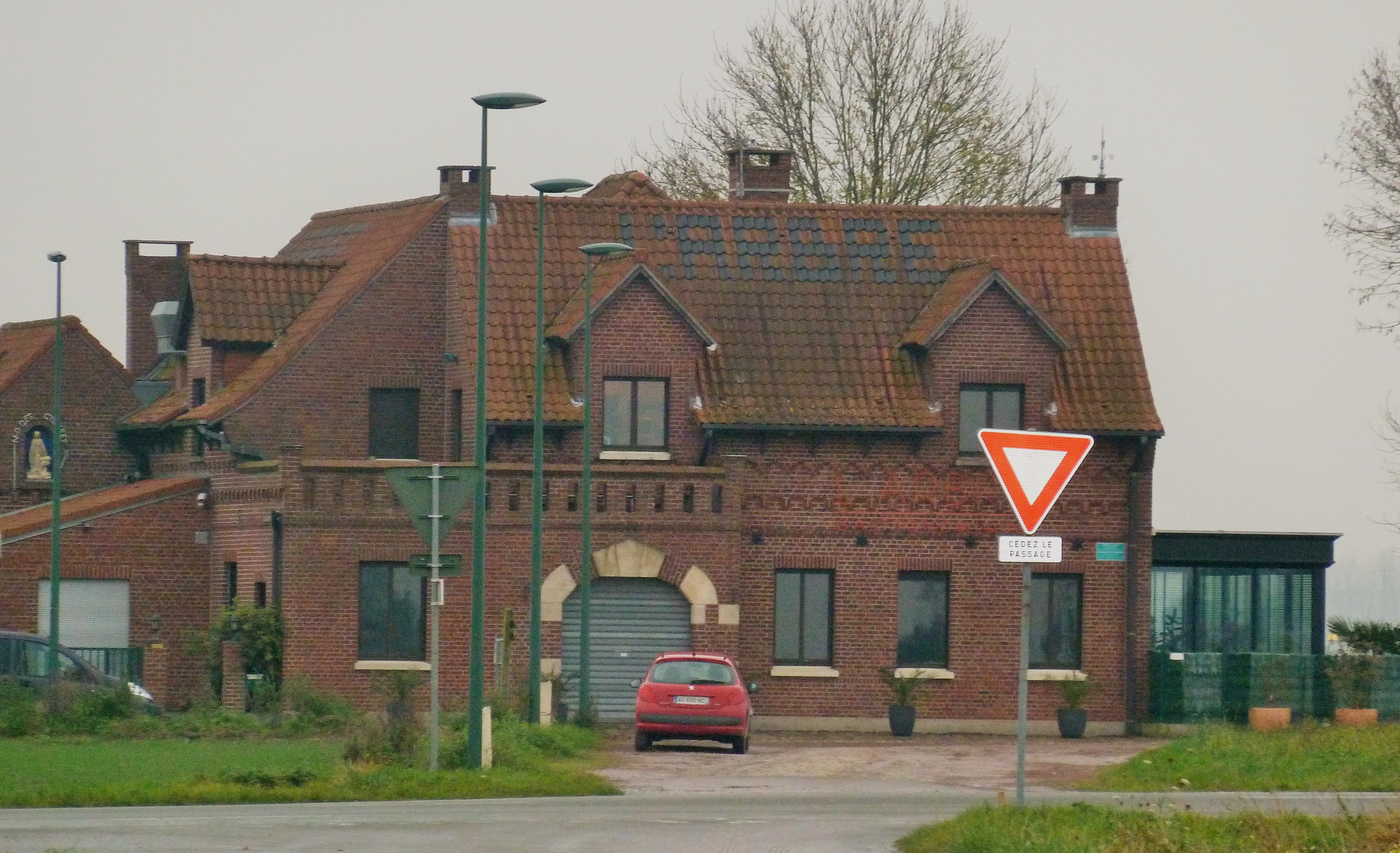
Gruson, France Carrefour de l'Arbre

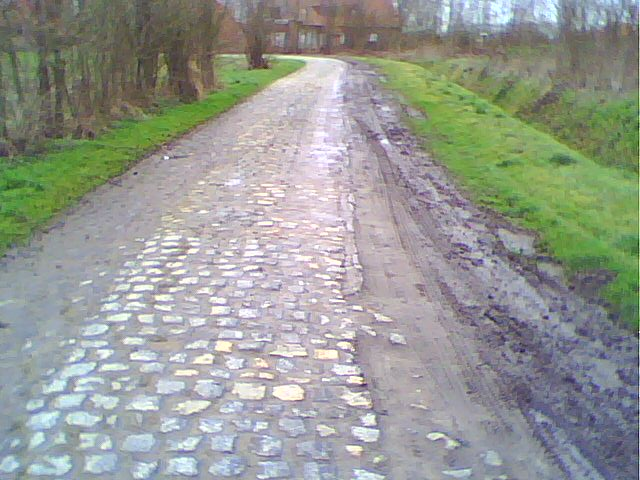
1re partie du secteur
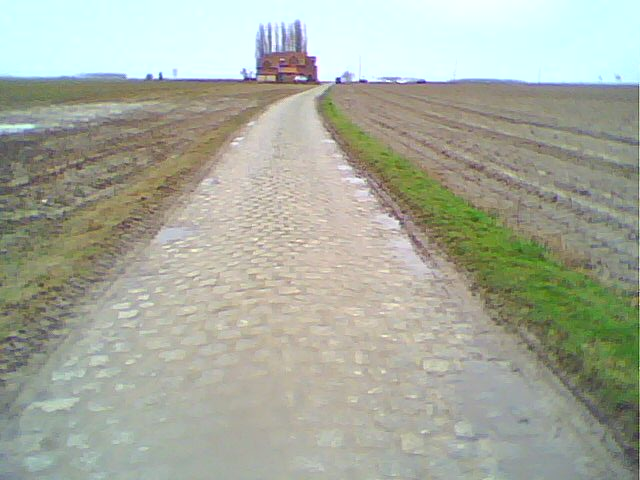
2e partie du secteur
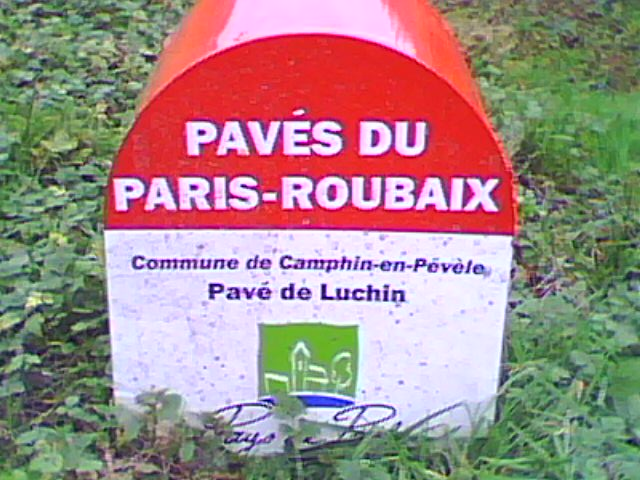
Panneau du pavé de Luchin
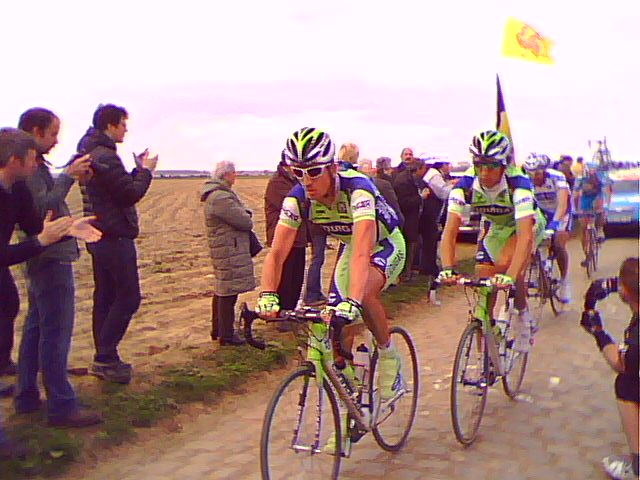
Frederik Willems et Filippo Pozzato (Liquigas) lors du Paris-Roubaix 2008